# Reapers (gruppo musicale)
I Reapers sono un gruppo musicale heavy metal italiano formatosi a Padova e attivo musicalmente dal 2001 al 2008, periodo nel quale hanno pubblicato due album e un demo, oltre a varie partecipazioni in alcune raccolte. Nel 2024, dopo uno stop durato sedici anni, il gruppo è ritornato in attività con l'ingresso di un nuovo batterista e di un chitarrista

## Storia del gruppo

### Primi anni (2001-2002)
Il gruppo si formò nel 2001, quando Luca Calegaro (cantante e chitarrista) e Francesco Lilla (bassista) incontrarono il batterista Dario Pittarello e la seconda chitarra Carmine De Franco, cominciando così a suonare insieme alcune cover dei Metallica. Poco tempo dopo De Franco lasciò il gruppo, che, impossibilitato a continuare il loro progetto di cover a causa della mancanza di una seconda chitarra, compose musica propria.
Al termine del 2001 il gruppo scrisse cinque brani per un primo demo e nel corso dell'anno seguente si impegnò nel promuovere dal vivo i loro brani in attesa di trovare lo studio giusto in cui poter registrare la propria demo. Dopo quasi un anno passato a suonare in numerosi locali, il gruppo riuscì a registrare i brani presso la NoBrain Studios di Venezia tra il 16 e il 17 dicembre, pubblicando di seguito il demo Metalness.

### Metalness(2003-2004)
Nel gennaio 2003 Calegaro contattò il chitarrista Stefano Crivellari (proveniente da una tribute band di Steve Vai), convincendolo ad entrare in formazione. Tra gennaio e aprile i Reapers composero sei nuovi brani, cinque dei quali furono aggiunti al demo Metalness, e al termine del mese firmarono un contratto con la Dead Sun Records per la pubblicazione del loro album di debutto. Intitolato anch'esso Metalness, l'album fu registrato e missato nel mese di maggio nuovamente ai No Brain Studios di Venezia e fu pubblicato nei primi mesi del 2004.
Nel marzo 2004 il gruppo iniziò a lavorare con la Skateboard Marketing di New York, società indipendente di marketing radiofonico negli Stati Uniti d'America. Da giugno ad agosto Metalness fu trasmesso in 500 stazioni radiofoniche diffuse in tutto il Paese, permettendo al gruppo di entrare nella classifica metal statunitense degli album più ascoltati in radio e guadagnando la posizione 34 per dieci settimane consecutive.

### Cambi di formazione,World in Chains(2005-2007)
Nei primi sei mesi del 2005 i Reapers iniziarono le lavorazioni per il secondo album, ma con una nuova formazione che vide il passaggio di Dario Pittarello dalla batteria alla chitarra ritmica, dando così libertà a Luca Calegaro di poter dedicarsi esclusivamente alla voce e rafforzando la parte ritmica della band con l'ingresso di Giacomo Sandon alla batteria. Il 24 giugno, dopo sei mesi passati a comporre, il gruppo debuttò con la nuova formazione al Metal Camp Festival di Tolmin, mentre tra il 16 e il 17 settembre si esibirono in Belgio.
Nei primi mesi del 2006, dopo aver concluso la composizione degli ultimi brani per il secondo album, Dario Pittarello abbandonò il gruppo, riportando i Reapers a un quartetto. Tra marzo e maggio il gruppo registrò il secondo album e successivamente tornò ad esibirsi in Belgio per due concerti; venne inoltre confermata la loro presenza al Monsters of Rock, previsto a Varna dall'1 all'8 agosto e che avrebbe visto la partecipazione di gruppi come Motörhead, Anthrax, Suidakra e Saxon, ma l'evento fu cancellato a distanza di poche settimane dall'inizio.
Nel 2007 uscì l'album World in Chains, promosso da un esteso tour europeo e da sette date in Australia.

### Scioglimento e ultime attività (2008-2010)
Agli inizi del 2008 Crivellari ha abbandonato il gruppo a causa di motivi personali e, dopo mesi passati a cercare un sostituto valido per riprendere a scrivere nuovi brani e per continuare le esibizioni dal vivo, la band decise di fermare l'attività musicale.
Tra il 2009 e il 2010 Calegaro ha continuato a promuovere il nome e il materiale del gruppo, riuscendo a far inserire il brano Angels of Metal (tratto da Metalness) nella colonna sonora del gioco della Tecmo Games Fret Nice, uscito a febbraio 2010.

### Reunion e cambio di formazione (2024)
I tre membri originali, Luca, Francesco e Dario si riuniscono assieme a Loris Rigoni per riprendere l'attività compositiva. Nei primi mesi del 2024 Dario viene sostituito dal nuovo membro Luca Marconi alle chitarre. Attualmente il gruppo sta ri-arrangiando le migliori canzoni dei due album. È prevista l'uscita di un primo demo entro la fine dell'anno

### Steel alive demo release (2025)
A gennaio è stata rilasciata la demo del futuro album omonimo che comprenderà la rivisitazione di nove canzoni dei due album. La demo attuale comprende i brani Metalness, Cut this head ed Anywhere but here

## Formazione
Ultima
- Luca Calegaro – voce (2001-2024), chitarra ritmica (2001-2005)
- Francesco Lilla  – basso (2001-2024)
- Luca Marconi – chitarra (2024)
- Loris Rigoni – batteria (2024)

Ex componenti
- Stefano Crivellari – chitarra solista (2003-2008)
- Giacomo Sandon – batteria (2005-2008)
- Dario Pittarello - chitarra, batteria (2001-2005)
- Carmine De Franco – chitarra solista (2001)

## Discografia
- 2004 – Metalness
- 2007 – World in Chains
- 2025 – Steel alive demo